# Pseudobunocephalus
Pseudobunocephalus — рід риб з підродини Pseudobunocephalinae родини Широкоголові соми ряду сомоподібних. Має 6 видів.

## Опис
Загальна довжина представників цього роду коливається від 3 до 12 см. Схожі на представників роду Bunocephalus, від яких відрізняються меншими розмірами, низкою морфологічних ознак та будовою зубів. Спостерігається статевий диморфізм: самиці більші за самців. Голова широка, сильно сплощена зверху. Очі маленькі. Є 3 пари помірно довгих вусів. Зяброві дуги не мають тичинок. Тулуб подовжено, у передній частині кремезне. Шкіру вкрито дрібними горбиками й шипиками. Спинний плавець високий, не з'єднано з тілом, з короткою основою. Грудні плавці широкі та короткі. Черевні плавці доволі великі у порівняні з іншими родами цієї родини. Жировий плавець відсутній. Анальний плавець відносно короткий. Хвостовий плавець сильно розвинений, широкий, подовжений.
Забарвлення коричневе, сіре. Передня частина світліше. Спинний та хвостові плавці набагато темніше.

## Спосіб життя
Зустрічаються, трапляються на піщаних ґрунтах, куди люблять зариватися. Активні вночі. Вдень ховаються біля дна, зазвичай у піску. Живляться дрібними водними безхребетними і маленькою рибою.

## Розповсюдження
Мешкають у басейні річок Амазонка, Оріноко, Парана і Парагвай.

## Види
- Pseudobunocephalus amazonicus
- Pseudobunocephalus bifidus
- Pseudobunocephalus iheringii
- Pseudobunocephalus lundbergi
- Pseudobunocephalus quadriradiatus
- Pseudobunocephalus rugosus